# Širinskij rajon
Lo Širinskij rajon è un distretto della Chakassia, nella Russia asiatica; il capoluogo è Šira.